# 에린 십이사도

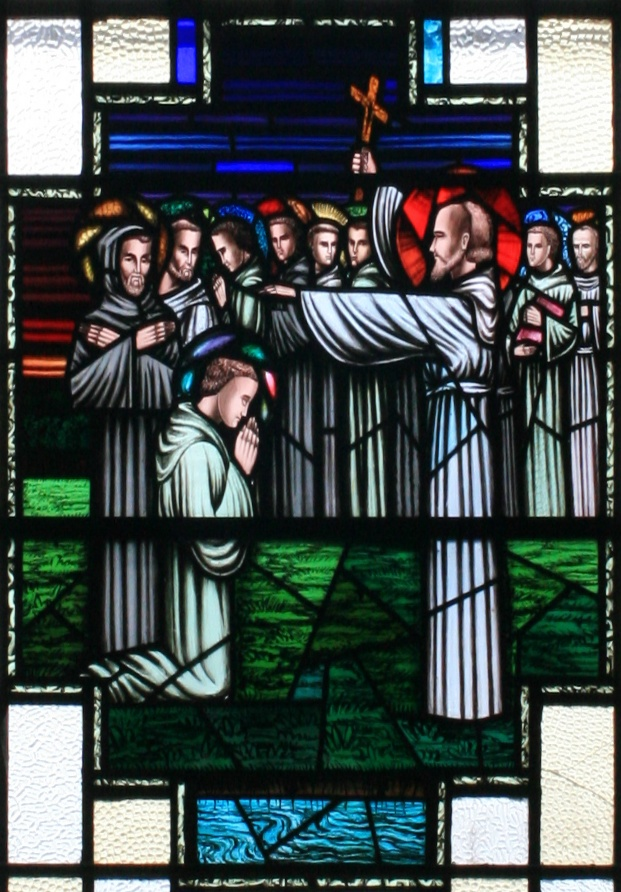
열두 제자를 죽복하는 성자 베니아누스.

에린 십이사도(아일랜드어: Dhá Aspal Déag na hÉireann 가 아스팔 데그 너 헤런)는 6세기 아일랜드 수도사 출신 기독교 성인 열두 명을 이르는 것이다. 이들은 클로너드 수도원을 세운 성자 베니아누스 밑에서 동문수학했다. 그 면면은 다음과 같다.
1. 성자 키아라누스 마이오르(라틴어: Sanctus Ciaranus Maior)
2. 성자 키아라누스 미노르(라틴어: Sanctus Ciaranus Minor: 516년경-549년).
3. 성자 브렌다누스(라틴어: Sanctus Brendanus: ??-572년경). 베러 수도원장. 오펄리주 베러의 수호성인.
4. 성자 브렌다누스(라틴어: Sanctus Brendanus: 484년경-577년). 클루언파르터 수도원장. 골웨이주 클루언파르터의 수호성인.
5. 성자 콜룸바(라틴어: Sanctus Columba: ?-552년). 초대 티르더글라시 수도원장.
6. 성자 콜룸바 히엔시스(라틴어: Sanctus Columba Hiensis: 521년-597년). 스코틀랜드 전도사. 데리의 수호성인.
7. 성자 모비(라틴어: Sanctus Mobhí: ?-544년). 글라스닌 수도원장.
8. 성자 루어단(라틴어: Sanctus Ruadán: ?-584년).
9. 성자 세난(라틴어: Sanctus Senan: 488년-?).
10. 성자 니니(Saint Ninnidh: ?-5??년)
11. 성자 라스렌(Saint Laisrén: ?-564년),
12. 성자 카니쿠스(라틴어: Sanctus Canicus: 51?년-600년). 레이시주 아하보의 수호성인.